# Альпензія (парк для стрибків з трампліна)
37°39′42″ пн. ш. 128°40′50″ сх. д. / 37.66167° пн. ш. 128.68056° сх. д.
Центр стрибків на лижах «Альпензія» (англ. Alpensia Ski Jumping Center — спортивний комплекс у корейському Пхьончхані для змагань зі стрибків на лижах з трампліна і дисципліни біг-ейр у сноуборді, побудований до зимових Олімпійських ігор 2018 року. Місткість — 13 500 глядачів (11 000 сидячих місць).
Комплекс трамплінів розташувався в парку «Альпензія», в безпосередній близькості від селища Деквал'мьон, у повіті Пхьончхан. Тут планували провести церемонії відкриття і закриття зимових Олімпійських ігор 2018 року. Однак, у липні 2012 року POCOG оголосив про деякі зміни в плані проведення заходів, а церемонії були перенесені до Hoenggye. Крім того, тут мали відбутися змагання зі стрибків на лижах з трампліна і лижного двоборства.
Комплекс складається з трамплінів К-98 і К-125. Після Олімпійських ігор планують використовувати об'єкт як національний тренувальний центр.

## Тестові змагання
- 2 етапи Кубка світу зі стрибків з трампліна (грудень 2016)
- 2 етапи Кубка світу з лижного двоборства (лютий 2017)